# Arno Scheepers
Arno Scheepers (1982) is een Nederlandse politicus voor de Volkspartij voor Vrijheid en Democratie (VVD). Hij is sinds 11 juli 2024 burgemeester van Voorne aan Zee.

## Biografie
Scheepers behaalde diploma's aan onder andere de Nyenrode Business Universiteit en was professioneel actief als registeraccountant.
Na de gemeenteraadsverkiezingen van 2010 nam hij zijn eerste politiek mandaat op. Hij werd gemeenteraadslid in Hilversum. Acht jaar later werd hij daar wethouder. Hij was bevoegd voor onder andere: ruimtelijke ordening, infrastructuur en duurzaamheid.
In 2024 werd Scheepers voorgedragen als burgemeester van de op 1 januari 2023 gefuseerde gemeente Voorne aan Zee, die sinds de fusie enkel een waarnemend burgemeester had. Op 11 juli 2024 volgde hij waarnemend burgemeester Peter Rehwinkel op en werd hij de eerste kroonbenoemde burgemeester van deze gemeente.